# Gerd Puls (Autor)
Gerd Puls (* 5. Januar 1949 in Heeren-Werve, heute Kamen) ist ein deutscher Schriftsteller, Maler und Grafiker.

## Leben
Schulbesuch in Unna, Pädagogikstudium, Arbeit als Werbekaufmann in Dortmund; anschließend arbeitete Puls bis zu seiner Pensionierung als Lehrer und Schulleiter.
Seit 1970 zahlreiche Veröffentlichungen – Erzählungen, Lyrik, Kindergeschichten, Reportagen und Essays – in Anthologien und Zeitschriften sowie im Hörfunk, dazu eigene Bücher.
Regelmäßige Kunstausstellungen – Malerei, Grafik, Bronzen, Holzskulpturen – seit 1971 parallel zu seinen literarischen Arbeiten.

## Auszeichnungen
- 1981 und 1983: Literaturpreise der Stadt Bergkamen

## Werke

### Monographien
- Nur dieser Moment, Gedichte zur Zeit, Dortmunder Buch, Dortmund 2021, ISBN 978-3-94523-862-2
- Gerd Puls Lesebuch; mit einem Nachwort von Arnold Maxwill, Nylands kleine Westfälische Bibliothek, Aisthesis-Verlag, Bielefeld 2021, ISBN 978-3-8498-1596-7.
- Silberfunken Schattenflug, Dortmunder Buch, Dortmund 2020, ISBN 978-3-945238-48-6.
- Über der Stadt, Gedichte aus dem Ruhrgebiet, Edition Virgines, Düsseldorf 2018, ISBN 978-3-944011-82-0.
- Lass es Liebe sein. Erzählungen. Brockmeyer Verlag, Bochum 2014, ISBN 978-3-8196-0977-0.
- Beste Aussicht. Westfälische Grüße. Projekt Verlag, Bochum 2014, ISBN 978-3-89733-325-3.
- Kathi kommt klar. Erzählungen. Ardey-Verlag, Münster 2005, ISBN 978-3-87023-259-7.
- Lieder vom Löwenzahn. Gedichte. Ardey-Verlag, Münster 2003, ISBN 3-87023-251-X.
- Bis der Baum im Ständer steht. Erzählungen. Ardey-Verlag, Münster 2001, ISBN 3-87023-232-3.
- Hommage an den Regenwald. Gedichte. Dortmund 1993
- Was Kalle alles kann. Erzählungen für Kinder. Engelbert, Balve 1988, ISBN 3-536-01805-X.
- Hinterm Haus. Gedichte. Zwingmann, Gelsenkirchen 1986, ISBN 3-922863-08-6.

### Als Herausgeber und Autor
- Woher weht der Wind, der die Welt verändert?, Ventura Verlag, Werne 2020, ISBN 978-3-940853-73-8
- Schichtwechsel. Poetische Schlagwetter, Geschichten über Arbeit (zus. mit  Heinrich Peuckmann), Asso Verlag, Oberhausen 2017, ISBN 978-3-938834-87-9
- Josef Reding Lesebuch, Nylands kleine westfälische Bibliothek, Aisthesis Verlag, Bielefeld 2016, ISBN 978-3-8498-1172-3
- Dortmunder Geschichten vom Fliegen (zus. mit Heinrich Peuckmann), Asso-Verlag Oberhausen 2015, ISBN 978-3-938834-76-3
- Frag doch Strelinski (zus. mit Klaus Goehrke), Kettler-Verlag, Bönen 1985, ISBN 3-9256o8-02-8
- Im Autobahnkreuz oder die Umwelt, die ich meine. Erzählungen und Gedichte, (Hrsg. zur Gründung des Westfälischen Literaturbüros Unna, zus. mit Gerhard Rademacher) Klartext-Verlag, Essen 1984, ISBN 3-88474-311-4.

### Ausgewählte Beiträge in Zeitschriften und Anthologien
- Heimat? Verlag Hirnkost, Berlin 2020 ISBN 978-3-948675-03-5
- Hammer und Schlegel, Spaten und Axt in Ruhrgebietchen – was deine Kinder an dir lieben und was nicht. Verlag Henselowsky Boschmann, Bottrop 2018. ISBN 978-3-942094-80-1.